# Ołtarz z Bad Wildungen
Ołtarz z Bad Wildungen – przykład gotyckiego malarstwa tablicowego. Jedno z najważniejszych z zachowanych dzieł Konrada von Soest – artysty działającego na terenie Westfalii – w Dortmundzie, jednego z przedstawicieli nurtu artystycznego obejmującego sztuki plastyczne w okresie przełomu XIV i XV stulecia – stylu pięknego. Znajduje się w kościele parafialnym w Bad Wildungen (Hesja, Niemcy). Pełni on rolę ołtarza głównego tutejszego kościoła.

## Wygląd
Wykonany w 1403 r. gotycki Ołtarz z Bad Wildungen ma formę tryptyku. Namalowany został techniką temperą na desce. Wymiary – 188 × 534 cm (całość, bez krucyfiksu), 188 × 267 (scena główna), 73 × 56 cm (kwatery boczne)
Centralny obraz przedstawia Kalwarię z wielopostaciową sceną Ukrzyżowania Chrystusa. Pośrodku kompozycji umieszczony został Chrystus na krzyżu, po bokach wiszą na krzyżach dwa łotry: Dyzma (którego artysta przedstawił jako Jasmus) któremu towarzyszy anioł unoszący się nad krzyżem oraz Gesmas, do którego zwraca się diabeł. Poniżej znajdują się grupy postaci, po lewej stronie opłakująca śmierć Zbawiciela Maryja wraz z Marią żoną Kleofasa, Marią Salome oraz Marią Magdaleną. Obok klęczy Jan Ewangelista, który podnosi ręce w geście modlitwy. Po prawej stronie setnik wraz żołnierzami. Wśród grupy postaci na dalszym planie wyróżnia się Longinus przebijający włócznią bok Chrystusa. Martwego już Jezusa adorują anioły unoszące się na wysokości ran z których jeden trzyma kielichy do których spływa krew.
Po bokach sceny głównej znajdują się po dwie kwatery. Po lewej stronie Ostatnia Wieczerza i Zmartwychwstanie, zaś po prawej Modlitwa w Ogrojcu i Wniebowstąpienie.
Skrzydła boczne ołtarza posiadają po cztery kwatery z malowanymi scenami z życia Chrystusa na awersach, oraz postaciami świętych na rewersach.
Kolejność scen biegnie poziomo. Na awersie lewym skrzydle zostały przedstawione wątki z dzieciństwa Chrystusa: Zwiastowanie, Boże Narodzenie oraz Pokłon Trzech Króli i Ofiarowanie Chrystusa w świątyni. Awersy prawego skrzydła ilustrują skrzydło dwa epizody z Pasji: Naigrawanie i Korowanie cierniem, poniżej Zesłanie Ducha Świętego oraz Sąd Ostateczny.

Konrad von Soest – Ołtarz z Bad Wildungen, 1403 – Bad Wildungen, kościół parafialny
Po zamknięciu ołtarza ukazują się rewersy skrzydeł na których przedstawione są postaci świętych. Od lewej Katarzyna Aleksandryjska trzymająca koło i miecz; Jan Chrzciciel z Biblią i Barankiem Bożym – patron Joannitów – zakonu rycerskiego który był zleceniodawca tegoż dzieła; Elżbieta Węgierska trzymająca model kościoła, oraz Mikołaj z Miry odziany w strój biskupi – patron kościoła dla którego tenże ołtarz został wykonany.
Ołtarz jest zwieńczony monumentalnym krucyfiksem, który został wtórnie dodany do retabulum. Wykonany został w 1518. Na krzyżu wisi rzeźbiona figura Chrystusa ukazanego jako żywego. Ramiona krzyża zdobią plakietki z malowanymi postaciami czterech ewangelistów.